# Sony Ericsson XPERIA X2

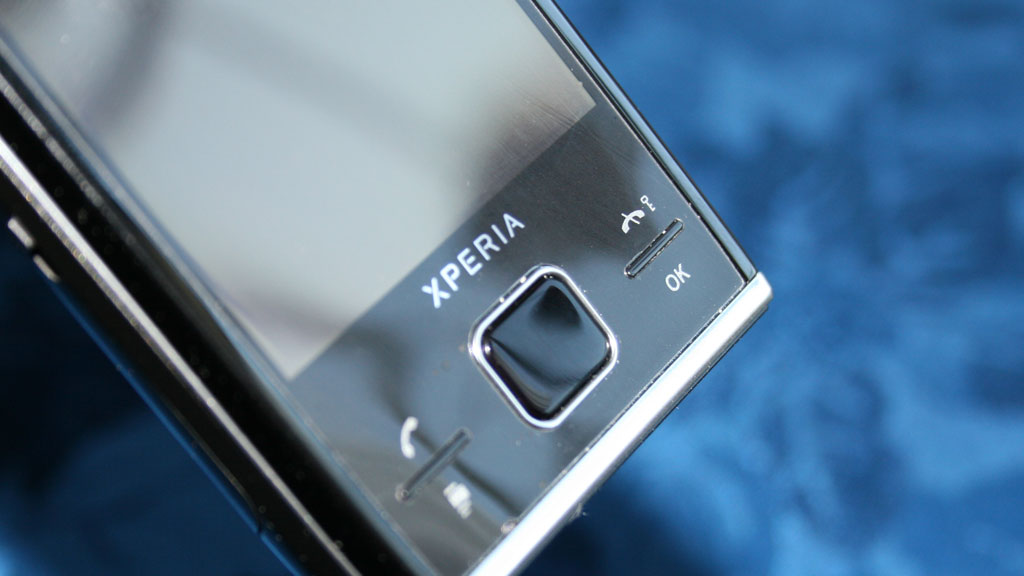
Xperia X2

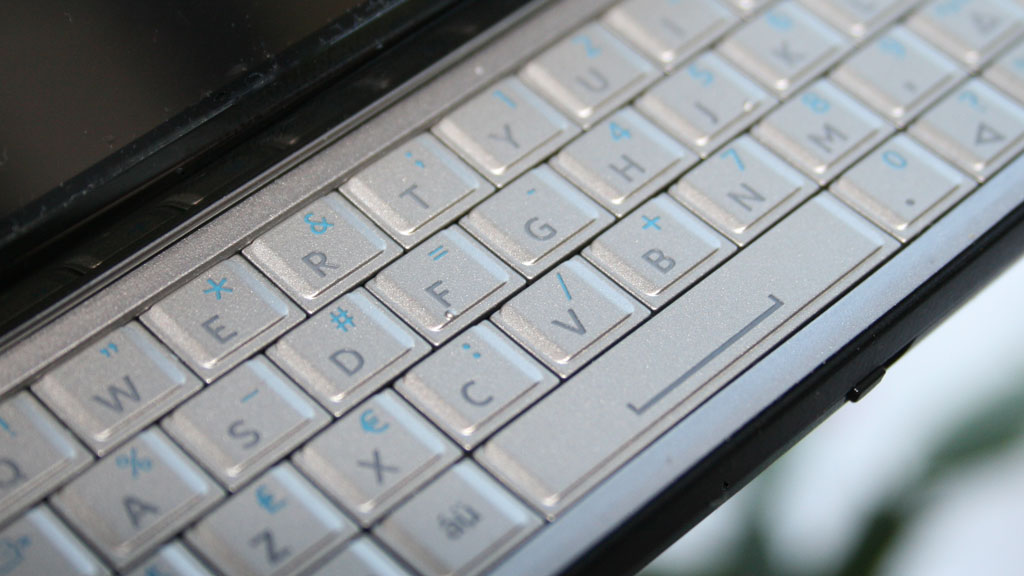
Xperia X2 keyboard

Chiếc Xperia X2 được công bố vào tháng 9, năm 2009, là điện thoại thông minh thuộc dòng Xperia của Sony Ericsson, là sự kế thừa của X1. Xperia X2 sở hữu màn hình cảm ứng 3.2 inch với độ phân giải cao (800x480 pixel), bàn phím Qwerty trượt, camera 8.1MP, 3264x2448 pixel, autofocus, Wi-Fi, GPS và 3G, chạy hệ điều hành Windows Mobile 6.5 với màn hình chính có thể tùy chỉnh.
Nhiều chuyên gia cho rằng Xperia X2 sẽ là chiếc điện thoại cuối cùng của hãng chạy hệ điều hàng Windows Mobile, do Sony Ericsson đang tập trung phát triển điện thoại dựa trên nền tảng Android của Google, và Symbian OS. Kế thừa X1 sẽ là X10, chạy hệ điều hành Android.